# Timur Kačarava
Timur Kačarava (in russo: Тиму́р Влади́мирович Качара́ва, Timur Vladimirovič Kačarava; in georgiano: თემურ კაჭარავა, Temur K'ach'arava; 21 agosto 1985 – 13 novembre 2005) è stato un attivista russo d'origine georgiana, assassinato da un gruppo di estrema destra a San Pietroburgo..

## Biografia
Nato dalla famiglia di un ufficiale dell'esercito presso Černobyl', studiò all'Università statale di San Pietroburgo e prese parte a un gruppo studentesco antifascista e anarchico che organizzava manifestazioni antifasciste e azioni umanitarie. Fu fondatore e chitarrista della band hardcore punk Sandinista! (2003) e prese parte a un tour in Svezia con il gruppo crust punk Distress.
Il 13 novembre 2005 fu accoltellato a morte con cinque colpi al collo in piazza Vosstanija, subito dopo una distribuzione di cibo con i collettivi Food Not Bombs. Nell'attacco fu gravemente ferito anche un compagno. I testimoni sostennero che l'aggressione fosse motivata dall'attivismo del giovane nel movimento antifascista.

## Reazione e processo
Oltre tremila suoi compagni di università rivolsero una petizione al presidente Putin per la cattura e la punizione dei responsabili. Nel dicembre 2005, la polizia russa arrestò sette sospetti che infine confessarono il crimine. Il 7 agosto 2007 il quattordicenne Aleksandr Šabalin fu riconosciuto colpevole del delitto e ricevette una condanna a dodici anni di reclusione per omicidio e incitamento all'odio razziale o etnico. Gli altri sei membri della banda, che avevano immobilizzato Kačarava impedendogli la resistenza, furono incriminati per incitamento all'odio: tre furono condannati a pene minori e tre godettero della condizionale. Le indagini proseguirono negli anni successivi nei confronti di altri sospettati.
Secondo l'associazione russa Agora il processo è stato la maggior conquista dell'attivismo per i diritti umani presso i tribunali russi nel 2007.
Famiglia, amici e colleghi di Timur rimasero persuasi che il giovane fosse stato vittima di un gruppo neonazista organizzato e armato. Gli amici testimoniarono che era stato pedinato, aveva ricevuto minacce telefoniche ed era stato preso di mira prima dell'aggressione. Secondo il difensore di parte civile della famiglia, il giudice accolse la ricostruzione secondo dell'omicida, che sostenne di aver proposto spontaneamente di pestare un attivista antifascista, senza chiamare gli altri aggressori in correità per l'omicidio. Il caso Kačarava indusse alcuni dei giovani antifascisti russi all'adozione di una nuova tattica con uso della violenza verso neonazisti e razzisti.